# Ждярний потік
Ждярний потік (словац. Ždiarny potok) — річка в Словаччині, права притока Грону, протікає в окрузі Брезно.
Довжина приблизно 7.2 км. Витік знаходиться в масиві Низькі Татри (частина Кральовогольські Татри) — схил гори [[Середня-Голя — на висоті близько 1500 метрів. Протікає територією міста Брезно (частина Погорельська Маша).
Впадає в Грон на висоті приблизно 700—710 метрів.